# Liste des présidents de la Colombie

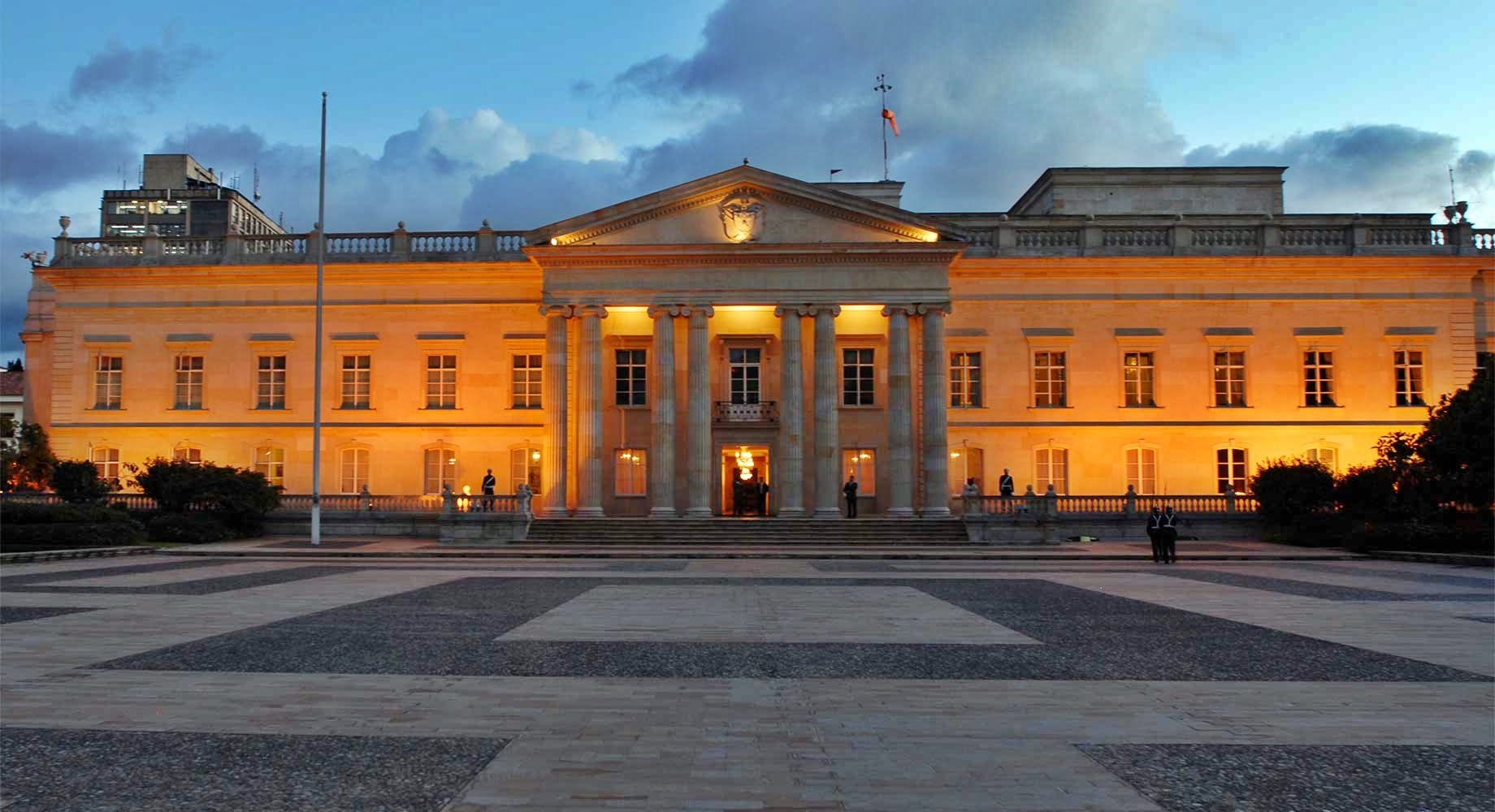
Le palais Nariño résidence officielle du président de la République et le siège du gouvernement colombien.

En vertu de la Constitution colombienne de 1991, le président de la Colombie est le chef de l'État et le chef du gouvernement de la république de Colombie. En tant que chef du pouvoir exécutif et chef du gouvernement national dans son ensemble, la présidence est la plus haute fonction politique en Colombie par son influence et sa reconnaissance. Le président est également le commandant en chef des Forces militaires de Colombie. Le président est directement élu pour un mandat de quatre ans lors d'une élection populaire. Depuis l'adoption de l'acte législatif 2 de 2004, personne ne peut être élu président plus de deux fois.[1] En 2015, un amendement constitutionnel a abrogé les modifications de 2004 et est revenu à la limite initiale d'un mandat. En cas de décès, de démission ou de révocation d'un président sortant, le vice-président assume ses fonctions. Le président doit être âgé d'au moins 30 ans et être un citoyen colombien "de naissance".

## Liste de présidents de la Colombie
La liste des présidents répertorie les personnes ayant occupé la fonction de chef d'État de la Colombie et des entités indépendantes qui l'ont précédée sur le territoire colombien actuel : 
- Provinces-Unies de Nouvelle-Grenade (1810-1816) ;
- Grande Colombie (1819-1831) ;
- République de Nouvelle-Grenade (1831-1858) ;
- Confédération grenadine (1858-1863) ;
- États-Unis de Colombie (1863-1886) ;
- République de Colombie (depuis 1886).

Ces informations sont présentées sous la forme de tableaux regroupant les titulaires pour chaque État ou régime politique colombien en place. 

### Présidents des Provinces-Unies de Nouvelle-Grenade
Le tableau suivant répertorie les personnes ayant occupé la fonction de président des Provinces-Unies de Nouvelle-Grenade, régime politique fédéral en place entre 1810 et 1816.
| Portrait | Nom                            | Début du mandat           | Fin du mandat                 | Appartenance politique | Notes                                                                                        |
| -------- | ------------------------------ | ------------------------- | ----------------------------- | ---------------------- | -------------------------------------------------------------------------------------------- |
|          |                                |                           |                               |                        |                                                                                              |
|          | José Miguel Pey                | 25 juillet 1810           | 1er avril 1811                |                        | Président de la Junte Suprême de Santafé de Bogota                                           |
|          | Jorge Tadeo Lozano             | 1er avril 1811            | 19 septembre 1811             |                        | Président de l'État libre de Cundinamarca qui s'est constitué État indépendant en mars 1811. |
|          | Antonio Nariño                 | 21 septembre 1811         | 29 août 1813                  | Centraliste            | Président de l'État libre de Cundinamarca.                                                   |
|          | Manuel Benito de Castro        | 23 juin 1812 20 août 1812 | 5 août 1812 12 septembre 1812 | Centraliste            | Intérims assurés lors de la présidence d'Antonio Nariño.                                     |
|          | Camilo Torres Tenorio          | 27 octobre 1812           | 5 octobre 1814                |                        |                                                                                              |
|          | Manuel de Bernardo Álvarez     | 29 août 1813              | 12 décembre 1814              |                        |                                                                                              |
|          | José María del Castillo y Rada | 5 octobre 1814            | 21 janvier 1815               |                        |                                                                                              |
|          | José Joaquín Camacho           | 5 octobre 1814            | 21 janvier 1815               |                        |                                                                                              |
|          | José Fernández Madrid          | 5 octobre 1814            | 21 janvier 1815               |                        |                                                                                              |
|          | Custodio García Rovira         | 28 novembre 1814          | 28 mars 1815                  |                        |                                                                                              |
|          | José Miguel Pey                | 28 mars 1815              | 28 juillet 1815               |                        |                                                                                              |
|          | Manuel Rodríguez Torices       | 28 juillet 1815           | 17 août 1815                  |                        |                                                                                              |
|          | Antonio Villavicencio          | 17 août 1815              | 15 novembre 1815              |                        |                                                                                              |
|          | Camilo Torres Tenorio          | 15 novembre 1815          | 22 juin 1816                  |                        |                                                                                              |
|          | José Fernández Madrid          | 14 mars 1816              | 22 juin 1816                  |                        |                                                                                              |
|          | Custodio García Rovira         | 22 juin 1816              | 19 juillet 1816               |                        |                                                                                              |
|          | Liborio Mejía                  | 30 juin 1816              | 16 juillet 1816               |                        |                                                                                              |
|          | Fernando Serrano Uribe         | 16 juillet 1816           | 16 septembre 1816             |                        |                                                                                              |

### Présidents de la Grande Colombie
Le tableau suivant répertorie les personnes ayant occupé la fonction de président de la Grande Colombie (officiellement la république de Colombie), État unitaire en place entre 1819 et 1831. Il est à noter qu'entre 1816 et 1819, la Colombie est redevenue sous contrôle colonial espagnol, en tant que vice-royauté de Nouvelle-Grenade, à la suite de la défaite des indépendantistes lors de la reconquête de 1815-1816.
| Portrait | Nom                                                                     | Début du mandat   | Fin du mandat    | Appartenance politique | Notes |
| -------- | ----------------------------------------------------------------------- | ----------------- | ---------------- | ---------------------- | ----- |
|          |                                                                         |                   |                  |                        |       |
|          | Simón Bolívar                                                           | 7 août 1819       | 1er mars 1830    |                        |       |
|          | Francisco de Paula Santander                                            | 20 septembre 1819 | 20 février 1827  |                        |       |
|          | Domingo Caycedo                                                         | 1er mars 1830     | 13 juin 1830     |                        |       |
|          | Joaquín Mosquera                                                        | 13 juin 1830      | 4 septembre 1830 |                        |       |
|          | Rafael Urdaneta                                                         | 4 septembre 1830  | 30 avril 1831    |                        |       |
|          | • José Miguel Pey • Jerónimo de Mendoza y Galavís • Juan García del Río | 30 avril 1831     | 2 mai 1831       |                        |       |
|          | Joaquín Mosquera                                                        | 2 mai 1831        | 23 novembre 1831 |                        |       |
|          | Domingo Caycedo                                                         | 3 mai 1831        | 22 novembre 1831 |                        |       |

### Présidents de la république de Nouvelle-Grenade
Le tableau suivant répertorie les personnes ayant occupé la fonction de président de la république de Nouvelle-Grenade, État unitaire en place entre 1832 et 1858.
| Président      | Président      | Président                    | Élection       | Début du mandat | Fin du mandat   | Appartenance politique |
| -------------- | -------------- | ---------------------------- | -------------- | --------------- | --------------- | ---------------------- |
|                |                | Francisco de Paula Santander | 7 octobre 1832 | 7 octobre 1832  | 1er avril 1833  | Santandérisme          |
| 1er avril 1833 | 1er avril 1833 | Francisco de Paula Santander | 1er avril 1837 |                 |                 | Santandérisme          |
|                |                | José Ignacio de Márquez      | 1er avril 1837 | 1er avril 1837  | 1er avril 1841  | Sans étiquette         |
|                |                | Pedro Alcántara Herrán       | 1er avril 1841 | 1er avril 1841  | 1er avril 1845  | Bolivarisme            |
|                |                | Tomás Cipriano de Mosquera   | 1er avril 1845 | 1er avril 1845  | 1er avril 1849  | Modéré                 |
|                |                | José Hilario López           | 1er avril 1849 | 1er avril 1849  | 1er avril 1853  | Libéral                |
|                |                | José María Obando            | 1er avril 1853 | 1er avril 1853  | 17 avril 1854   | Libéral                |
|                |                | José María Melo              | -              | 17 avril 1854   | 4 décembre 1854 | Libéral                |
|                |                | José de Obaldía              | -              | 4 décembre 1854 | 1er avril 1855  | Libéral                |
|                |                | Manuel María Mallarino       | -              | 1er avril 1855  | 1er avril 1857  | Conservateur           |
|                |                | Mariano Ospina Rodríguez     | 1er avril 1857 | 1er avril 1857  | 22 mai 1858     | Conservateur           |

### Présidents de la Confédération grenadine
Le tableau suivant répertorie les personnes ayant occupé la fonction de président de la Confédération grenadine, régime politique fédéral en place entre 1858 et 1863. 
| Président | Président | Président                  | Élection       | Début du mandat | Fin du mandat   | Appartenance politique |
| --------- | --------- | -------------------------- | -------------- | --------------- | --------------- | ---------------------- |
|           |           | Mariano Ospina Rodríguez   | 1er avril 1857 | 22 mai 1858     | 1er avril 1861  | Conservateur           |
|           |           | Bartolomé Calvo            | -              | 1er avril 1861  | 11 juin 1861    | Conservateur           |
|           |           | Julio Arboleda Pombo       | 10 juin 1861   | 11 juin 1861    | 18 juillet 1861 | Conservateur           |
|           |           | Tomás Cipriano de Mosquera | -              | 18 juillet 1861 | 14 mai 1863     | Modéré                 |

### Présidents des États-Unis de Colombie
Le tableau suivant répertorie les personnes ayant occupé la fonction de président des États-Unis de Colombie, régime politique fédéral en place entre 1863 et 1886. 
| Président | Président | Président                    | Élection       | Début du mandat  | Fin du mandat    | Appartenance politique |
| --------- | --------- | ---------------------------- | -------------- | ---------------- | ---------------- | ---------------------- |
|           |           | Tomás Cipriano de Mosquera   | -              | 14 mai 1863      | 1er avril 1864   | Modéré                 |
|           |           | Manuel Murillo Toro          | 1er avril 1864 | 1er avril 1864   | 1er avril 1866   | Libéral                |
|           |           | José María Rojas Garrido     | -              | 1er avril 1866   | 20 mai 1866      | Libéral                |
|           |           | Tomás Cipriano de Mosquera   | 20 mai 1866    | 20 mai 1866      | 23 mai 1867      | Modéré                 |
|           |           | Santos Acosta                | -              | 23 mai 1867      | 1er avril 1868   | Libéral                |
|           |           | Santos Gutiérrez             | 1er avril 1868 | 1er avril 1868   | 1er avril 1870   | Radical                |
|           |           | Eustorgio Salgar             | 1er avril 1870 | 1er avril 1870   | 1er avril 1872   | Libéral                |
|           |           | Manuel Murillo Toro          | 1er avril 1872 | 1er avril 1872   | 1er avril 1874   | Libéral                |
|           |           | Santiago Pérez de Manosalbas | 1er avril 1874 | 1er avril 1874   | 1er avril 1876   | Libéral                |
|           |           | Aquileo Parra                | 1er avril 1876 | 1er avril 1876   | 1er avril 1878   | Libéral                |
|           |           | Julián Trujillo Largacha     | 1er avril 1878 | 1er avril 1878   | 8 avril 1880     | Modéré                 |
|           |           | Rafael Núñez                 | 8 avril 1880   | 8 avril 1880     | 1er avril 1882   | National               |
|           |           | Francisco Javier Zaldúa      | 1er avril 1882 | 1er avril 1882   | 21 décembre 1882 | National               |
|           |           | Clímaco Calderón             | -              | 21 décembre 1882 | 22 décembre 1882 | National               |
|           |           | José Eusebio Otálora         | -              | 22 décembre 1882 | 1er avril 1884   | National               |
|           |           | Ezequiel Hurtado             | -              | 1er avril 1884   | 10 août 1884     | Radical                |
|           |           | Rafael Núñez                 | 10 août 1884   | 10 août 1884     | 1er avril 1886   | National               |

### Présidents de la République de Colombie
Le tableau suivant répertorie les personnes ayant occupé la fonction de président de la république de Colombie, État unitaire en place depuis 1886. 
| Président | Président                                              | Président | Début de mandat   | Fin de mandat     | Parti                |
| --------- | ------------------------------------------------------ | --------- | ----------------- | ----------------- | -------------------- |
|           | Rafael Núñez (1825-1894) Bolívar                       |           | 1er avril 1886    | 18 septembre 1894 | National             |
|           | Miguel Antonio Caro (1843-1909) Bogotá                 |           | 18 septembre 1894 | 7 août 1898       | National             |
|           | Manuel Antonio Sanclemente (1913-1902) Valle           |           | 7 août 1898       | 31 juillet 1900   | National             |
|           | José Manuel Marroquín (1827-1908) Bogotá               |           | 31 juillet 1900   | 7 août 1904       | Conservateur         |
|           | Rafael Reyes (1849-1921) Boyacá                        |           | 7 août 1904       | 27 juillet 1909   | Conservateur         |
|           | Ramón González Valencia (1851-1928) Norte de Santander |           | 4 août 1909       | 7 août 1910       | Conservateur         |
|           | Carlos Eugenio Restrepo (1867-1937) Antioquia          |           | 7 août 1910       | 7 août 1914       | Conservateur         |
|           | José Vicente Concha (1867-1929) Bogotá                 |           | 7 août 1914       | 7 août 1918       | Conservateur         |
|           | Marco Fidel Suárez                                     |           | 7 août 1918       | 11 novembre 1921  | Conservateur         |
|           | Jorge Holguín                                          |           | 11 novembre 1921  | 7 août 1922       | Conservateur         |
|           | Pedro Nel Ospina                                       |           | 7 août 1922       | 7 août 1926       | Conservateur         |
|           | Miguel Abadía Méndez                                   |           | 7 août 1926       | 7 août 1930       | Conservateur         |
|           | Enrique Olaya Herrera                                  |           | 7 août 1930       | 7 août 1934       | Libéral              |
|           | Alfonso López Pumarejo                                 |           | 7 août 1934       | 7 août 1938       | Libéral              |
|           | Eduardo Santos                                         |           | 7 août 1938       | 7 août 1942       | Libéral              |
|           | Alfonso López Pumarejo                                 |           | 7 août 1942       | 7 août 1946       | Libéral              |
|           | Mariano Ospina Pérez                                   |           | 7 août 1946       | 7 août 1950       | Conservateur         |
|           | Laureano Gómez                                         |           | 7 août 1950       | 13 juin 1953      | Conservateur         |
|           | Gustavo Rojas Pinilla                                  |           | 13 juin 1953      | 10 mai 1957       | -                    |
|           | Junte militaire dirigée par Gabriel París Gordillo     |           | 10 mai 1957       | 7 août 1958       | -                    |
|           | Alberto Lleras Camargo                                 |           | 7 août 1958       | 7 août 1962       | Libéral              |
|           | Guillermo León Valencia                                |           | 7 août 1962       | 7 août 1966       | Conservateur         |
|           | Carlos Lleras Restrepo                                 |           | 7 août 1966       | 7 août 1970       | Libéral              |
|           | Misael Pastrana Borrero                                |           | 7 août 1970       | 7 août 1974       | Conservateur         |
|           | Alfonso López Michelsen                                |           | 7 août 1974       | 7 août 1978       | Libéral              |
|           | Julio César Turbay                                     |           | 7 août 1978       | 7 août 1982       | Libéral              |
|           | Belisario Betancur Cuartas                             |           | 7 août 1982       | 7 août 1986       | Conservateur         |
|           | Virgilio Barco Vargas                                  |           | 7 août 1986       | 7 août 1990       | Libéral              |
|           | César Gaviria                                          |           | 7 août 1990       | 7 août 1994       | Libéral              |
|           | Ernesto Samper                                         |           | 7 août 1994       | 7 août 1998       | Libéral              |
|           | Andrés Pastrana Arango                                 |           | 7 août 1998       | 7 août 2002       | Conservateur         |
|           | Álvaro Uribe                                           |           | 7 août 2002       | 7 août 2010       | Colombie d'abord     |
|           | Juan Manuel Santos                                     |           | 7 août 2010       | 7 août 2018       | Parti de la U        |
|           | Iván Duque                                             |           | 7 août 2018       | 7 août 2022       | Centre démocratique  |
|           | Gustavo Petro                                          |           | 7 août 2022       | en cours          | Colombia Humana (PH) |